# Felix Anthony Machado
Felix Anthony Machado (sinh 1948) là một Giám mục người Ấn Độ của Giáo hội Công giáo Rôma. Ông hiện là Tổng giám mụ  Danh dự Giáo phận Vasai. Trước đó, ông cũng từng đảm nhận vai trò Giám mục chính tòa Giáo phận Nashik và Trợ lí Tổng Thư kí Hội đồng Giáo hoàng về Đối thoại Liên tôn.

## Tiểu sử
Tổng giám mục Felix Anthony Machado sinh ngày 6 tháng 6 năm 1948 tại Remedy, thuộc Ấn Độ. Sau quá trình tu học dài hạn tại các cơ sở chủng viện theo quy định của Giáo luật thì ngày 30 tháng 10 năm 1976, Phó tế Machado, 28 tuổi, tiến đến việc được truyền chức linh mục. Tân linh mục cũng là thành viên của linh mục đoàn Tổng giáo phận Bombay. Sau hơn hai mươi năm thực hiện các công việc mục vụ với tư cách là một linh mục của Bombay, ngày 22 tháng 5 năm 1998, ông được thuyên chuyển về vị trí linh mục của Giáo phận Vasai. Từ năm 1999 đến ngày 16 tháng 1 năm 2008, ông là Trợ lí Tổng Thư khí Hội đồng Giáo hoàng về Đối thoại Liên tôn.
Sau gần 30 năm thực thi các hoạt động mục vụ trên cương vị là một linh mục, với 10 năm phục vụ tại Giáo triều, ngày 16 tháng 1 năm 2008, phía Tòa Thánh loan báo thông tin Giáo hoàng đã quyết định bổ sung linh mục Felix Anthony Machado vào Giám mục đoàn hoàn vũ, với chức vị Giám mục chính tòa Giáo phận Nashik, hàm Tổng giám mục. Lễ tấn phong cho vị tân chức được cử hành sau đó vào ngày 8 tháng 3 cùng năm, với phần nghi thức chính yếu được đảm trách bởi ba giáo sĩ cấp cao. Chủ phong cho vị tân chức là Hồng y Oswald Gracias, Tổng giám mục chính tòa Tổng giáo phận Bombay. Hai vị giáo sĩ khác với vai trò phụ phong gồm Giám mục Valerian D’Souza, Giám mục chính tòa Giáo phận Poona và Giám mục Thomas Bhalerao, S.J., nguyên Giám mục chính tòa Giáo phận Nashik. Tân giám mục chọn cho mình châm ngôn:Building the spiritual life of the people.
Hơn một năm sau ngày tấn phong, vị trí Giám mục chính tòa Nashik của Giám mục Machado bất ngờ chấm dứt bằng quyết định của Tòa Thánh ấn kí ngày 10 tháng 11 năm 2009. Giám mục Machado cũng tham dự chuyến đi viếng thăm Tòa Thánh Ad Limina cùng giám mục đoàn Ấn Độ tháng 9 năm 2011.